# Edelmira Calvetó Alsamora
Edelmira Calvetó Alsamora (Barcelona, 1 de juliol de 1884 - Barcelona. 29 de juliol de 1957) fou una aficionada al futbol considerada la primera sòcia del Futbol Club Barcelona.
Quan el de febrer de 1910 es casà amb Pere Ollé Parent, un jornaler nascut a Collbató aficionat barcelonista, començà a acompanyar-lo per assistir als partits del Barça al camp del carrer de la Indústria. I decidí que també volia ser-ne sòcia. Malgrat que els estatuts de 1911 només admetien socis masculins, ella hi insistí i la seva lluita personal ho va fer possibleː l'1 de gener de 1913, sota la presidència de Joan Gamper, es convertí en membre del club blau-grana com a sòcia barcelonista, amb el número 86. Aquest fet la convertia en pionera. L'any 1921, quan es redactaren uns nous estatuts, ja es parlava genèricament de socis, sense fer distinció de sexe.
Vídua des de l'any 1937, Edelmira Calvetó morí a Barcelona el 1959, als 75 anys. Si bé ja feia anys que no anava als partits, encara era sòcia del Barça. Però ni el club ni cap publicació esportiva informaren de la seva defunció. El dia abans de la seva mort es va celebrar una assemblea de compromissaris del club, entre els quals no hi havia encara ni una sola dona.
La gesta d'Edelmira Calvetó fou reconeguda l'any 2011, quan el seu nom fou l'escollit per a denominar el grup de treball que creà la Junta Directiva, a instancies dels seus membres Susana Monje i Pilar Guinovart, per a recuperar la memòria històrica de la dona barcelonista, reivindicar el paper de les sòcies, impulsar el protagonisme femení en el club i reflexionar sobre el paper de la dona en l'esport.